# Escenario apocalíptico

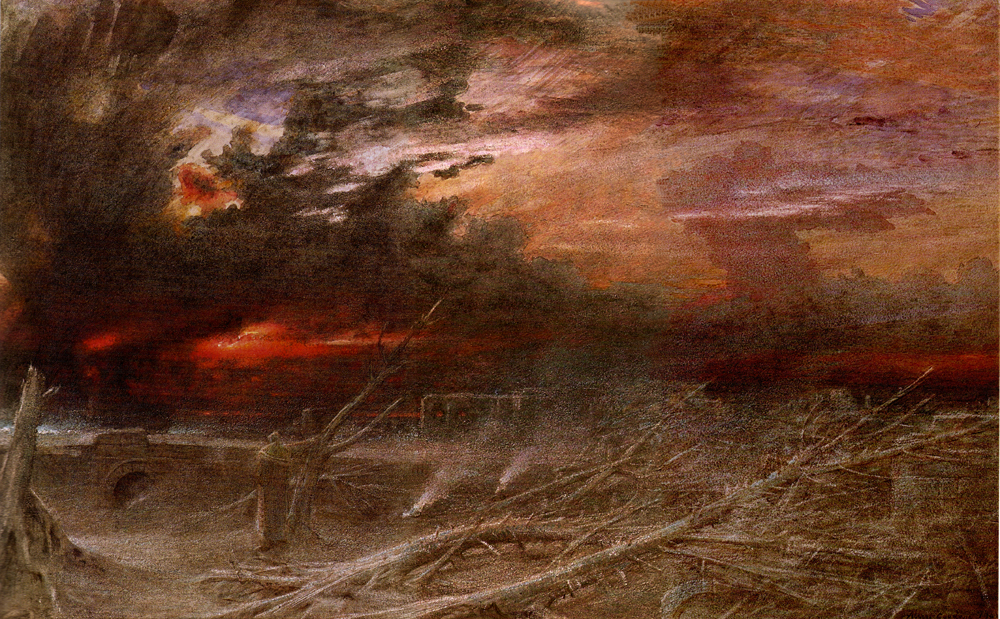
El apocalipsis también se representa en el arte visual, por ejemplo, en la pintura de Albert Goodwin Apocalypse (1903).

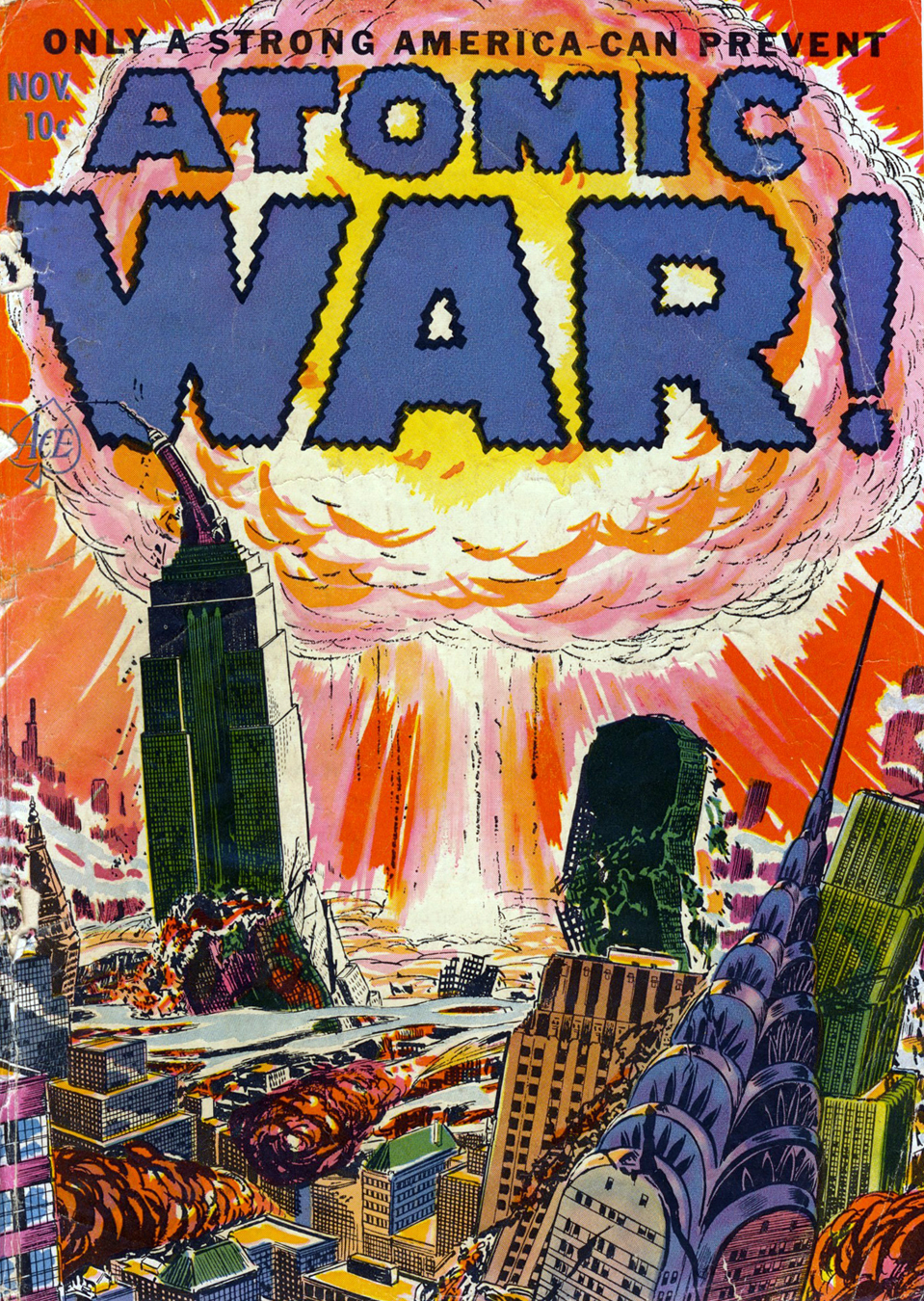
Portada del cómic Atomic War! (noviembre de 1952).

En las obras literarias o cinematográficas de ciencia ficción, un escenario apocalíptico es el término global con que se denomina a los escenarios en los que la humanidad sucumbe ante alguna forma de colapso social (una guerra mundial, una enfermedad, etcétera). Se llaman postapocalípticos cuando se sitúa en el futuro posterior a dicha catástrofe.
En términos comunes, la etapa apocalíptica se relaciona con narraciones de grandes catástrofes, hecatombes, guerras y tragedias que llevan a la extinción de la humanidad. En cambio, la etapa postapocalíptica tiene relación con las ideas generales de supervivencia del hombre sobre el planeta, mezclado con el origen de una nueva era social, un nuevo orden mundial y la creación de una nueva civilización, posterior al apocalipsis.

## Catástrofes nucleares

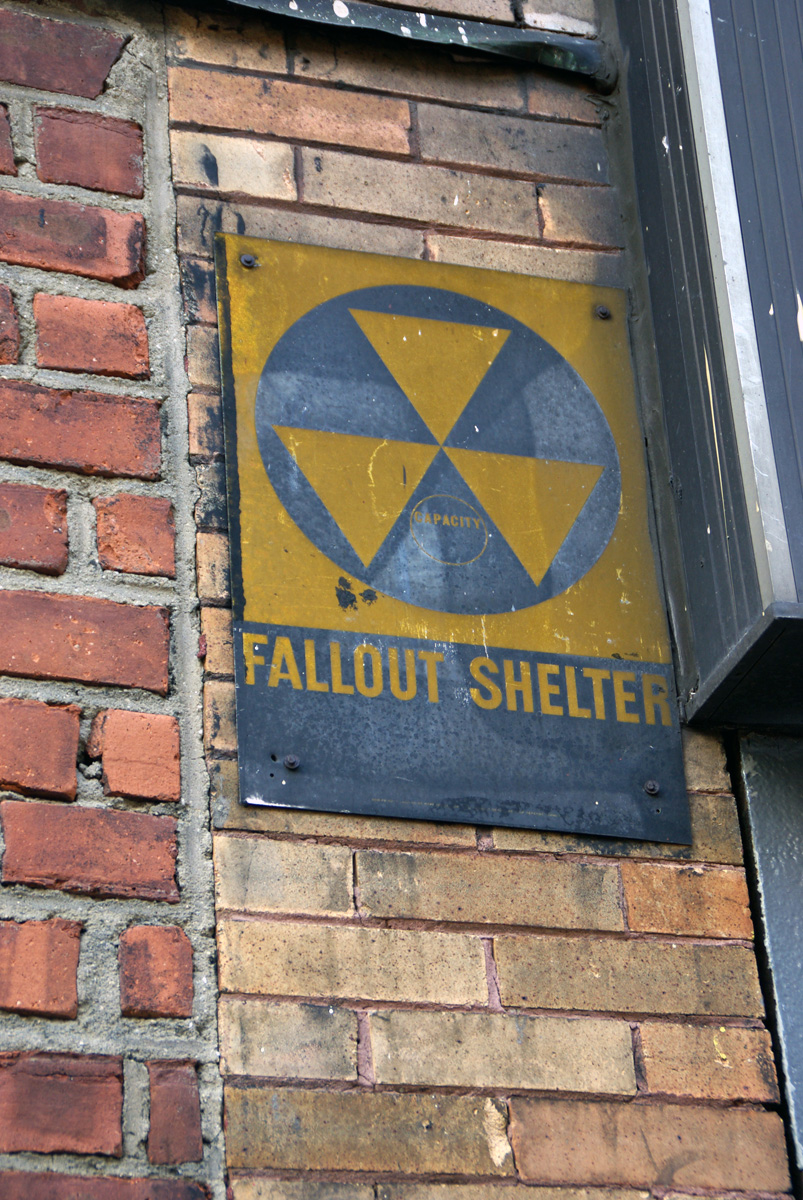
Señal que indica la presencia de un refugio nuclear en Chinatown, Nueva York.

Con el ataque nuclear estadounidense sobre Hiroshima y Nagasaki, comenzó a aparecer mundialmente una paranoia frente a los ataques con armas nucleares. La guerra entonces dejó de ser localizada para convertirse en múltiples escenarios de una posible arremetida con la peor arma, hasta entonces la más poderosa, de destrucción masiva: la bomba atómica. A partir de ese momento, comenzaron a salir numerosos libros, cómics, series, revistas, películas y publicaciones relacionadas con la bomba atómica, desde entonces la guerra nuclear se volvió muy conocida en la cultura popular.
Durante la Guerra Fría, el temor a una guerra nuclear fue hábilmente explotado por Hollywood con grandes películas como El día que la Tierra se detuvo (1951), The Time Machine  (1960), Dr. Strangelove (1964), Punto límite (1964), Siete días de mayo (1964), Juegos de guerra (1983) o El día después (1983). La idea más extendida en la literatura y el cine de las consecuencias de una hipotética guerra nuclear queda bien ilustrada en la frase de Albert Einstein: «No conozco con qué armas se peleará la Tercera Guerra Mundial, pero la cuarta se peleará con palos y piedras». Así, la mayoría de escritores y directores imaginaron mundos arrasados en los que los protagonistas lucharían por sobrevivir entre las ruinas de las ciudades. pero después de la caída del Muro de Berlín y el fin de la Guerra Fría, la Tercera guerra mundial o una guerra nuclear se usan como mero entretenimiento.
Esta esta distopía también es el escenario de películas como Mad Max (1979), El planeta de los simios (1968), Un chico y su perro (1975), la serie de la novela gráfica V de Venganza (1982), El puño de la estrella del norte (1983), el documental inglés Threads (1984), la animación inglesa Cuando el viento sopla (1986), Akira (1988), El libro de eli (2010), la serie animada UnderWorld (2017), videojuegos como Fallout (1997) y Metro 2033 (2010) además de la serie española La Valla (2020) y la novela 2034 (2021).  
En estas películas y videojuegos el mundo que conocemos ha desaparecido, la sociedad no existe y los supervivientes tratan de vivir entre las ruinas. Estas historias suelen tener en común que se postula la desaparición de la civilización, si bien con importantes diferencias presente entre estas.
En Mad Max, sobre todo en su primera entrega, la civilización no ha desaparecido completamente. Existen ciudades más o menos similares a las que hoy en día conocemos y donde se ha conseguido mantener cierto orden. Pero fuera de estos núcleos urbanos se extienden vastos desiertos en los que escasean los recursos, sobre todo el agua y la gasolina, y desarrapados supervivientes reúnen los pedazos útiles de las antiguas máquinas tratando de seguir adelante.
En el manga Hokuto no Ken también transcurre la historia en un evento postnuclear, mostrando un mundo asolado por la escasez de alimentos, agua y de leyes.
La serie animada UnderWorld, se basa en un escenario post apocalíptico que relata los sucesos después de una guerra nuclear  iniciada en el año 2003. En ella se relatan las aventuras y la supervivencia de Andrew, un chico canadiense, y Ethan, su perro, un Husky siberiano.
La saga de videojuegos Fallout critica la tendencia de los humanos a vivir en un conflicto constante; que tarde o temprano nos terminaremos destruyendo el uno al otro en vez de resolver nuestros problemas, y que tras la destrucción total y el intento de reconstruir y seguir viviendo, los humanos crearán distintas facciones y seguirán en conflicto, haciendo que el ciclo se repita una y otra vez 
Aunque el temor a la desaparición de la civilización tal y como la conocemos es casi una constante en las obras contemporáneas, no todas tienen el mismo enfoque pesimista. Un claro ejemplo de esto último es Cántico por Leibowitz (tanto el relato de 1955 como la novela de 1960). En esta historia de Walter M. Miller la civilización también ha sucumbido a manos de los irritados supervivientes, que han encontrado en la ciencia el origen del desastre. Sin embargo, el autor relatará la recuperación progresiva de la civilización y del saber, que ha sido preservado en los monasterios.
Tampoco faltó incluso quien pensara que el ser humano seguiría adelante sin mayores problemas tras una Tercera Guerra Mundial que casi todos daban por segura. Menciones a esta guerra se hacen en Brigadas del espacio (1959), de Robert A. Heinlein, o en ¿Sueñan los androides con ovejas eléctricas? (1968) de Philip K. Dick, novelas que muestran la supervivencia del ser humano (y de su civilización) a pesar del desastre.
En España es posible encontrar un emotivo relato acerca de la tozudez y la esperanza, La cosecha (1987), de Javier Cuevas, en el que un agricultor se resiste a dejarse morir de tristeza en medio del invierno nuclear.

## Extraterrestres
Las invasiones extraterrestres son uno de los grandes temas de la ciencia ficción. Consisten en ataques a la Tierra llevado a cabo por algún tipo de seres extraterrestres con el fin de conquistar el planeta. Los motivos pueden ser variados: usufructuar de los recursos del planeta, colonizarlo o simplemente destruirlo, entre otros.
Probablemente el primer ejemplo de invasión extraterrestre sea La guerra de los mundos, de Herbert George Wells. Escrita en 1898, describe una invasión por parte de seres provenientes de Marte. Poseedores de una tecnología y un armamento superiores a los de los humanos, los marcianos no tienen problema en conquistar el sur de Inglaterra, y sólo su desconocimiento de las formas de vida microbiológicas de nuestro planeta impide su victoria.
Aunque el de Wells ha sido el cliché más popular con secuelas en prácticamente todas las épocas (p.e., Tumithak de los corredores (1932), La Tierra contra los platillos volantes (1956), Mars Attacks (1996), entre otros), ésta no ha sido la única modalidad de invasión extraterrestre. Existe una modalidad de invasión "oculta" en la que los invasores suplantan a los humanos de forma que el atacante no es identificado (Amos de títeres, Ladrones de cuerpos, Los invasores o Invasión secreta).
Esta segunda forma resulta mucho más inquietante. Mientras la primera suele derivar, generalmente, en simples historias de acción y heroísmo, la segunda suele implicar argumentos de terror más elaborados basados en la percepción de peligro en un entorno aparentemente normal y en la inseguridad de no poder saber si los amigos son, en realidad, enemigos disfrazados.
Aunque muchas veces (casi siempre en los productos de serie B) las invasiones extraterrestres no eran más que meras excusas para hacer una historia más o menos entretenida, pero intrascendente, en otras ocasiones el invasor resulta ser una metáfora o un recurso con el que el autor pretende dar a conocer sus ideas.
Así, La guerra de los mundos era, en realidad, una crítica al colonialismo victoriano y su darwinismo social, Brigadas del espacio le sirvió a Robert A. Heinlein para exponer las ventajas de un sistema político militar y Ladrones de cuerpos es una crítica al macarthismo.
El subgénero también es usado como mero entretenimiento por ejemplo, en la película de 1996 Día de la Independencia, los extraterrestres descubren las señales de radio qué los humanos lanzaron al espacio, después Invaden la Tierra y atacan a las principales ciudades del planeta, provocando qué la humanidad tenga que usar su tecnología en su contra.
En la serie de ciencia ficción y terror estrenada en los 90 Expedientes X los protagonistas descubren unos misteriosos archivos secretos sobre contacto con extraterrestres y los ovnis, a lo largo de la serie se descubre que los grises son extraterrestres colonizadores que planearon invadir la Tierra en 2012.
En la película Los Vengadores (2012), el dios asgardiano exiliado Loki intenta apoderarse de la Tierra y dominarla como un Rey, a través de la invasión de un ejército extraterrestre conocido como los chitauri.
En la película El hombre de acero (2013), Superman tiene que detener a los últimos kriptonianos porque quieren invadir la Tierra y terraformarla para vivir en ella lo cual acabaría con la humanidad.
En la película Titanes del Pacífico (2013), los extraterrestres provienen de otro universo, los cuales consumen un mundo y después van al siguiente con la intervención de monstruos gigantes en el momento en que invaden el siguiente mundo.
En algunas películas los extraterrestres lejos de ser inteligentes son monstruos salvajes como podemos ver en Un lugar en silencio (2018) y La guerra del mañana (2021), mientras que en la saga de  Transformers los extraterrestres son robots avanzados y no seres biológicos.
Esto también ocurre en videojuegos como Halo y Half Life.

## Rebelión de las máquinas
Años después, con la energía atómica socialmente asumida por el hombre moderno y tranquilizados por el progresivo desarme de los bloques litigantes en la guerra fría, la llamada perestroika de la URSS, los miedos a la hecatombe nuclear se mitigaron, y prácticamente desaparecieron tras el colapso del bloque comunista. Ya no existía el escenario propicio para una guerra termonuclear a gran escala, todo lo más para un atentado terrorista con este tipo de arma.
En este ambiente tranquilizado, y de cara a una tercera guerra mundial, ya no tenía tanta importancia con qué tipo de armas se luchara, sino quién iba a ser el enemigo ahora que el comunismo ya no representaba peligro alguno. Así, la inteligencia artificial tomó el relevo de los misiles. Enfrentados de pronto a máquinas que parecían pensar y que, por aquel entonces, eran de complicado y poco intuitivo funcionamiento, muchos se sintieron desorientados. El miedo a esta nueva tecnología resultaría ser el siguiente paso.
Ya en 1967, Harlan Ellison cosechó un arrollador éxito con su novela No tengo boca y debo gritar. Tan sólo un año después era Stanley Kubrick quien oponía la inteligencia artificial a la humana en su película 2001, una odisea en el espacio, la película de 1970 Colossus trata sobre una computadora militar que cobra conciencia después de buscar fusionarse con otra computadora similar hecha por los soviéticos y se rebela contra sus creadores e intenta ayudar al mundo a acabar con las guerras, también hay que mencionar la película de 1973 Westworld que trata sobre un parque temático con tres sitios ambientados en épocas diferentes, uno ambientado a finales del siglo 19 en el lejano oeste, otro en la Edad Media y otro en el imperio romano con robots programados como los habitantes de estos lugares y un día todo se sale de control con los androides.
Por tanto, cuando en 1984 se estreno la película Terminator de James Cameron, ésta no era la primera en mostrar a la máquina como un peligro, pero sí se le puede atribuir el resurgimiento del género basado en la lucha contra las máquinas. No debe ser simple casualidad que Ellison fuera guionista también de esta película. 
Terminator 2: el juicio final (1991) supuso la consolidación de esta temática, que a partir de este momento tendría presencia permanente, sobre todo entre los medios audiovisuales, porque si bien es cierto que la serie de televisión Battlestar Galactica (1978) ya mostraba a una humanidad acorralada por despiadados robots humanoides, los cylon, su nueva adaptación ha tenido mucho más éxito, con cuatro temporadas desde 2003.
Desde los años 2000 se ha retomado este tema con fuerza, como muestra la saga de Matrix con The Matrix (1999), The Matrix Revolutions (2003), The Matrix Reloaded (2003), en Terminator 3: La rebelión de las máquinas (2003) junto con otras películas más de Terminator, en la adaptación "libre" de Yo, robot (2004), Avengers: Era de Ultron (2015) y The Creator (2023).

## Riesgo biológico

El Símbolo Internacional de Riesgo Biológico.

Desde los tiempos antiguos las enfermedades mortales siempre han dado miedo, sobre todo si se volvían pandemias, como por ejemplo la peste negra y la gripe española. En este caso, la ficción, en escenarios tanto apocalípticos como postapocalípticos, describen escenarios prospectivos o hipotéticos en los cuales la amenaza extintiva está dirigida exclusivamente hacia la especie humana. Dicha enfermedad es causada por virus, bacterias y/o hongos. Un ejemplo puede ser la película 28 días después, En este caso, la especie humana sucumbe a una enfermedad que mata a casi toda la población mundial sin afectar al resto de las especies.
Otras veces sucede lo contrario: aunque no se trata de una plaga vírica ni de ningún tipo de enfermedad, en Final Fantasy (2001) la Tierra ha sido arrasada por unas extrañas formas incorpóreas que acaban con todos los seres vivos y la humanidad vive encerrada en colonias impermeables a estos seres. Fuera de estas colonias el mundo es un desierto sin vida. Curiosamente, la amenaza ha llegado del espacio exterior a bordo de un asteroide, un magnífico vehículo de destrucción para algunos guionistas. mientras que en la película de 2009 Deshielo la amenaza biológica es un parásito prehistórico que estaba en el cuerpo de un mamut congelado por miles de años y en la película es liberado por el deshielo del permafrot siberiano y se convierte en una epidemia.
En otras ocasiones, la amenaza proviene de la propia naturaleza, que hipotéticamente tiene necesidad de eliminar al ser humano como forma de lograr su propia supervivencia, mediante la acción emprendida por una especie de consciencia de la madre naturaleza o espíritu sobrenatural. Un ejemplo sería la película El fin de los tiempos, de M. Night Shyamalan, en la cual el argumento gira en torno a la acción de la naturaleza sobre la voluntad humana, haciendo que las personas se quiten la vida.
El día de los trífidos (1951) muestra algo diferente, en principio más aparatoso, pero bastante sugestivo. La irresponsable manipulación genética de cierto tipo de planta con el posible fin de conseguir un aceite de calidad ha dado como resultado un híbrido que se reproduce con rapidez y es extremadamente peligroso, una especie de planta carnívora, gregaria y dotada de cierta inteligencia. Es de suponer que una especie de tales características fuera nociva no sólo para el ser humano, sino también para muchos otros tipos de animales.
28 Días después (2002) o Doce monos (1995) se muestran mucho más preocupadas por el desarrollo de armas biológicas y de virus letales, aunque sólo dañinos para el ser humano. Lo que dejaría, irónicamente, a un planeta que, libre de nuestro peso, quizás se recuperase algo de los daños ecológicos que lo acechan. el reboot de El Planeta de los simios también involucra a un virus como causante de la caída de la humanidad y su sustitución por simios evolucionados, a quienes los mismos experimentos genéticos que aumentaron su inteligencia le dieron inmunidad al virus.
La extensa novela The Stand, escrita por Stephen King en el año 1978, plantea también un escenario postapocalíptico producido por el uso de un arma biológica de carácter vírico que afecta a la gran mayoría de seres humanos. Además, esta obra presenta elementos sobrenaturales.
La novela Los Ojos de la oscuridad (1981) relata que en 2020 una pandemia que comenzó en Wuhan, China es causada por un virus mortal que mata a todos los contagiados, al comenzar la pandemia de coronavirus de 2019-2023 la novela se volvió leyenda en redes sociales por "predecir la pandemia".  
La película Contagio (2011) protagonizada por Matt Damon, nos relata sobre un virus que comenzó en China y se volvió una pandemia mundial, en 2020 la película también tomo mucha relevancia por predecir dicha pandemia.

## Desastres ecológicos

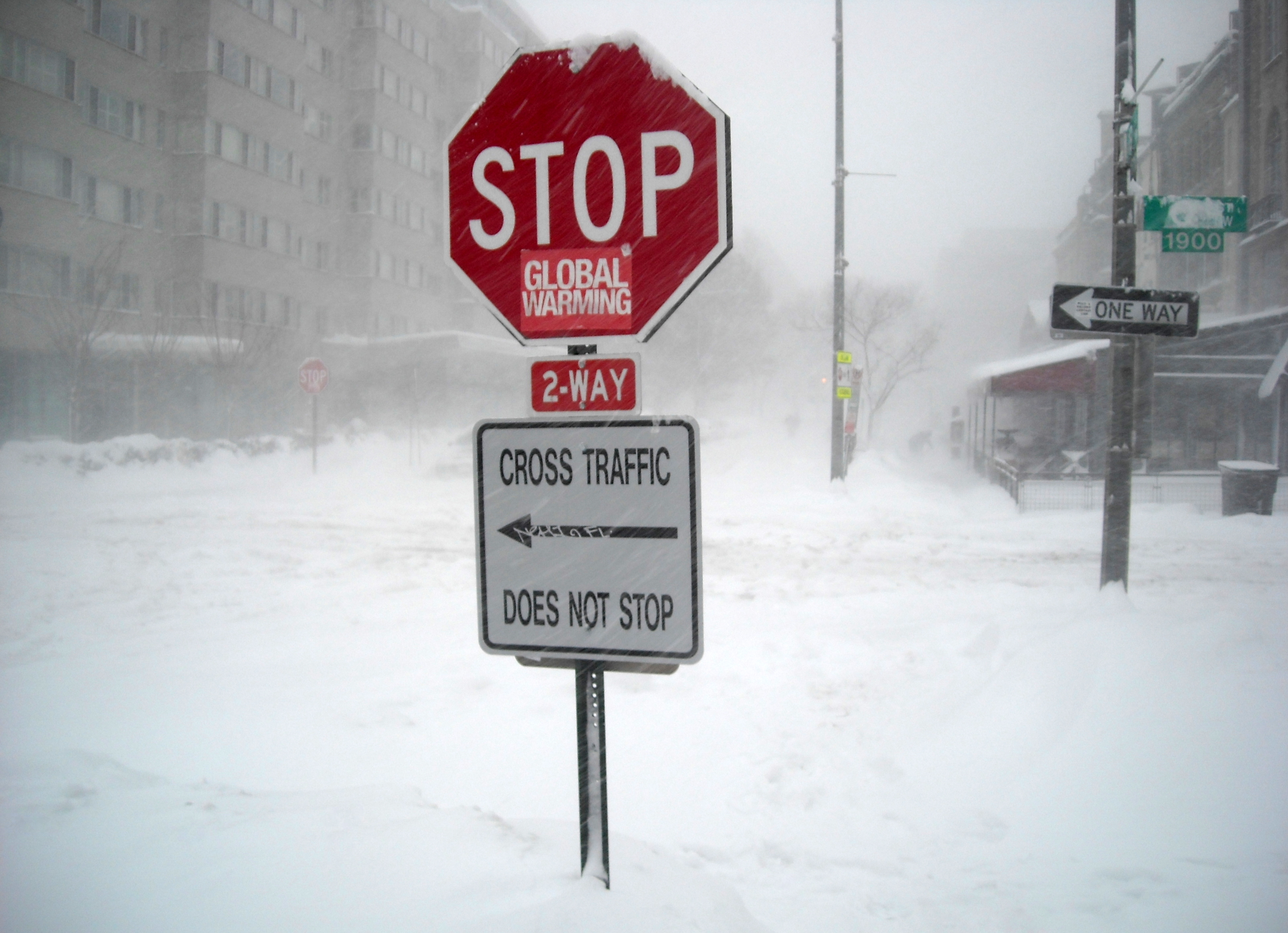
El cambio climático es una de las causas de apocalipsis más comunes en la ficción.

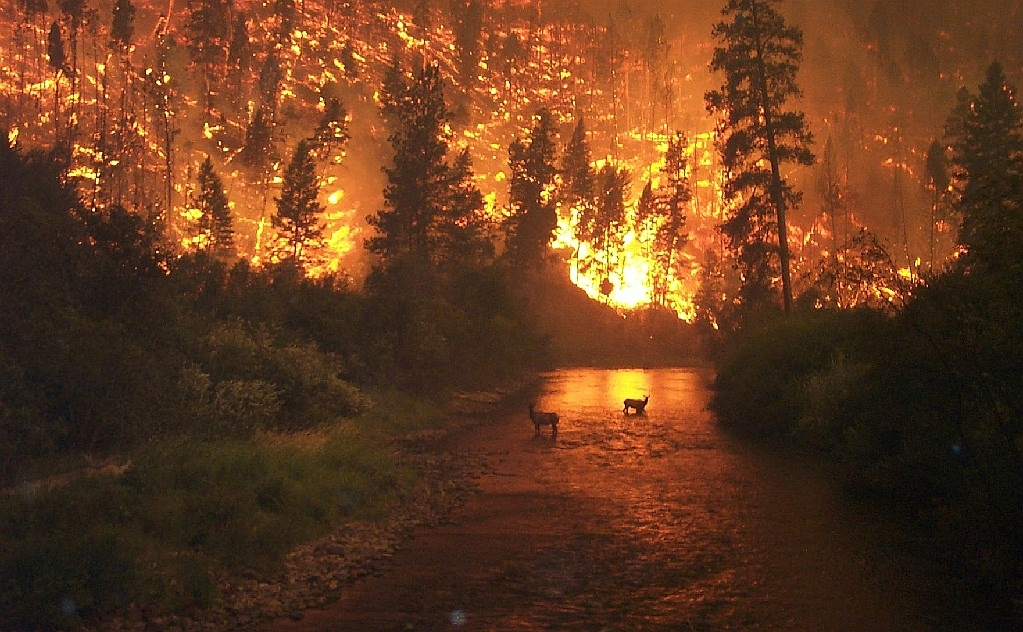
Sin duda alguna, con las noticias e informes científicos sobre la contaminación, el actual calentamiento global y la destrucción ambiental además de los desastres naturales, el tema de los desastres ecológicos se ha vuelto el más popular y lo más temido hoy en día desde los 2000 con la era de la información.

Los desastres ecológicos también son la fuente de inspiración para otra rama completa de la ciencia ficción apocalíptica ya sea para concientizarnos sobre el medio ambiente, advertirnos sobre posibles futuros apocalípticos o distópicos, o simplemente entretenimiento y que las historias sean interesantes con esta temática. Por ejemplo, En la novela Parábola del sembrador (1993) el calentamiento global provocó que la sociedad en Estados Unidos y el resto del mundo casi colapse completamente, causando que las ciudades estén reducidas a comunidades aisladas y con muros, además de expandir los desiertos.
La novela El mundo sumergido (1962) cuenta la historia de un grupo de científicos y militares buscando sobrevivientes después de que el aumento de la actividad solar derritiera el hielo en los polos provocando que suba el nivel del mar, las ciudades están abandonadas e inundadas en el caso de las costas.
Un ejemplo similar al anterior pero llevado al extremo, es el de la Tierra en el videojuego TerraGénesis en la versión de crea universos, en una partida en la Tierra se tiene que evitar que aumente la temperatura global lo cual sino se evita se inunda casi todo el mundo al derretirse el hielo en los polos, además de evitar que se extingan plantas y animales, mientras que en un evento de tiempo limitado llamado "Todas las manos en el maso" se tiene que terraformar la Tierra para restaurarla de la contaminación que ya todos conocemos pero en otro evento llamado "La ruptuta" se tiene que hacer lo mismo pero la catástrofe que acabó con el mundo no fue la contaminación si no que el impacto de un asteroide masivo. 
Pero no sólo las aguas pueden barrernos y un clima extremadamente caluroso extinguirnos (debido al calentamiento global). En el otro extremo se encuentra El día después de Mañana (2004). En esta película, curiosamente, ciertas investigaciones indican que el calentamiento global podría causar un catastrófico cambio climático al derretir hielo de los polos agregando agua dulce al mar disminuyendo su salinidad, lo cual interrumpe la corriente del Atlántico norte, trayendo una nueva e instantánea glaciación, la versión extrema de esto es la serie de Netflix Snowpiercer (2020) la cual trata que un intento de ingeniería climática para contrarrestar el calentamiento global salió mal provocando que todo el planeta se congelara y 7 años después los últimos sobrevivientes se refugian en un tren que da vueltas por el mundo congelado. 
También se puede considerar un desastre ecológico el de la película Cuando el destino nos alcance (1973) nos muestra que en 2022 el medio ambiente fue destruido por la contaminación, sobre población, la industrialización y el calentamiento global, la población tiene que estar en casa casi siempre para evitar que se tapen las calles y son alimentados supuesta mente con un alimento basado en plancton.
Por supuesto que no todos los desastres tienen que ser por culpa del hombre, En 1901 se publicó La nube púrpura la cual fue novela e historia de ciencia ficción pionera en relatar sobre un desastre ecológico, el cual es provocado por unas nubes tóxicas causadas por erupciones volcánicas provocando que muriera casi toda la humanidad, H. G. Wells elogió a la novela como "brillante" y después el creador del universo de Cthulhu, H. P. Lovecraft, la describe como una "ficción extraña ejemplar".
En Invernadero (1962) de Brian W. Aldiss en un futuro lejano la Tierra debido al fenómeno de marea del Sol, ha detenido su rotación (mejor dicho: la ha sincronizado con el periodo de traslación), de forma que el Sol mantiene una posición fija en el cielo Esto ha dado lugar a un crecimiento exagerado de las plantas, que son las que dominan el planeta.
La película de drama/documental Supervolcán (2005) nos muestra las consecuencias devastadoras de una supererupción de Yellowstone, la cual provocaría que la mitad de Estados Unidos se queme en lava y fuego mientras que el resto de Norteamérica y parte de México estuvieran cubiertas de una capa de ceniza volcánica, destruiría bosques en la región e iniciaría un invierno volcánico capas de causar otra glaciación al igual que hace 640 000 años.
Algunos episodios del documental Mega desastres (2006-2008) de History Channel nos muestran catástrofes globales causadas por la naturaleza y no por nosotros, como por ejemplo una explosión de gas metano en el océano causaría el apocalipsis para los humanos y extinguiría a varias especies. 
Fin del Mundo: 10 formas de destruir la Tierra (2016-2017) otro documental de History Channel relata en un episodio las consecuencias devastadoras de una explosión de rayos gamma en la Tierra como la que ocurrió hace 440 millones de años la cual eliminaría gran parte de la capa de ozono además toda esa radiación ionizante llegaría a la superficie matando a todos al instante en la superficie y casi todo ser viviente excepto los insectos más resistentes y algunas bacterias, mientras que en el océano todos los mamíferos, aves y reptiles mueren junto con todo ser vivo que esté a un kilómetro debajo del mar.

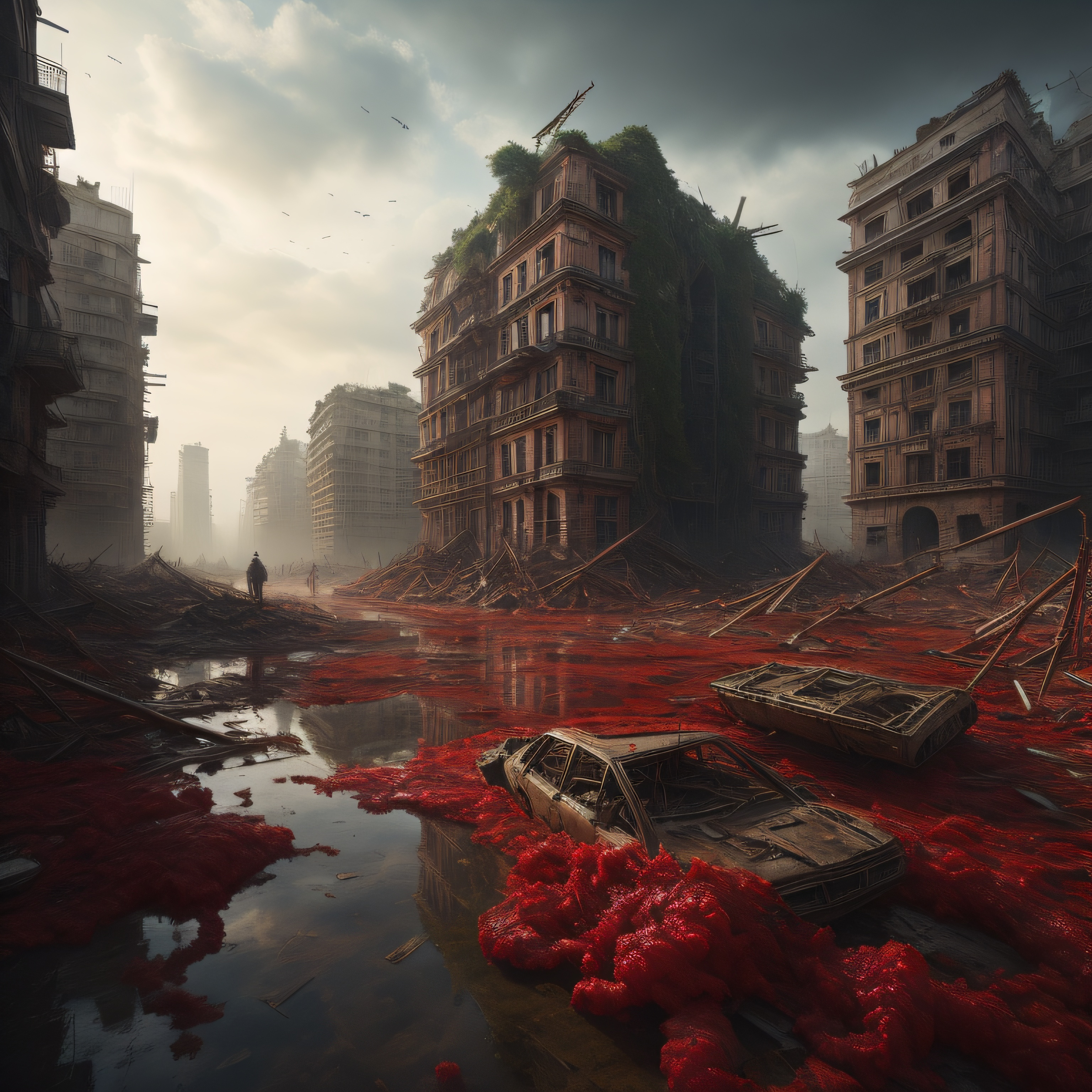
Arte digital (IA) que muestra una ciudad postapocalíptica

En la película Greenland (2020) un ingeniero escocés tiene que llevar a su hijo diabético y su exesposa a un búnker en Groenlandia para sobrevivir al impacto de un cometa de 14 km, ese impacto provoca lo mismo que el impacto del cometa que causó la extinción de los dinosaurios. 
En muchas películas se ve la temática el hombre amenaza o destruye el medio ambiente por ejemplo en la versión de 2008 de la película El día que la Tierra se detuvo escoge también la temática ecológica en vez de la prevención atómica. Así, los extraterrestres que nos vigilan deciden acabar con nosotros por estar dilapidando los recursos naturales del planeta. Curiosamente, la solución final de Klaatu está diseñada para acabar con todo rastro de vida sin discriminar a humanos de animales con nanorrobots.
La película WALL•E (2008) muestra a la Tierra cubierta de toneladas de basura 700 años después de que los humanos abandonaron el planeta y un robot cumpliendo con su trabajo de recolección de basura.
En la película Geo-Tormenta (2017), debido a la contaminación el clima se desestabilizó y tuvieron que enviar a la órbita unos satélites controlados por la NASA que se encargan de detener desastres naturales como huracanes, tormentas, oleadas de calor y nevadas extremas, lo más cercano a esto en la realidad sería la geoingeniería.
En la película Godzilla: El Rey de los Monstruos (2019), la vida en la Tierra está amenazada por la mano del hombre, lo cual incluye los efectos de la radiación nuclear en el ambiente, mientras que un grupo de ecoterroristas pretende usar a los Titanes con un sonar llamado el Orca para restaurar el orden natural.
En la película de James Cameron Avatar (2009) a mediados del próximo siglo la contaminación y el consumo de los recursos naturales acabó con la naturaleza, provocando que los humanos por necesitar más energía tengan que ir a la luna de un planeta gaseoso llamada Pandora a extraer sus recursos, después en Avatar 2 (2022) deciden colonizar esa luna porque la Tierra se esta volviendo inhabitable, amenazando los ecosistemas del lugar.
También se hicieron documentales sobre el tema del cambio climático y sus consecuencias como por ejemplo el documental La Última Hora (2007) narrado y producido por Leonardo DiCaprio, el documental Dos grados: el punto de no retorno (2017) transmitido por History y Refugiados climáticos: la verdadera catástrofe ambiental (2019) producido y trasmitido por el canal alemán DW.

## Apocalipsis zombi

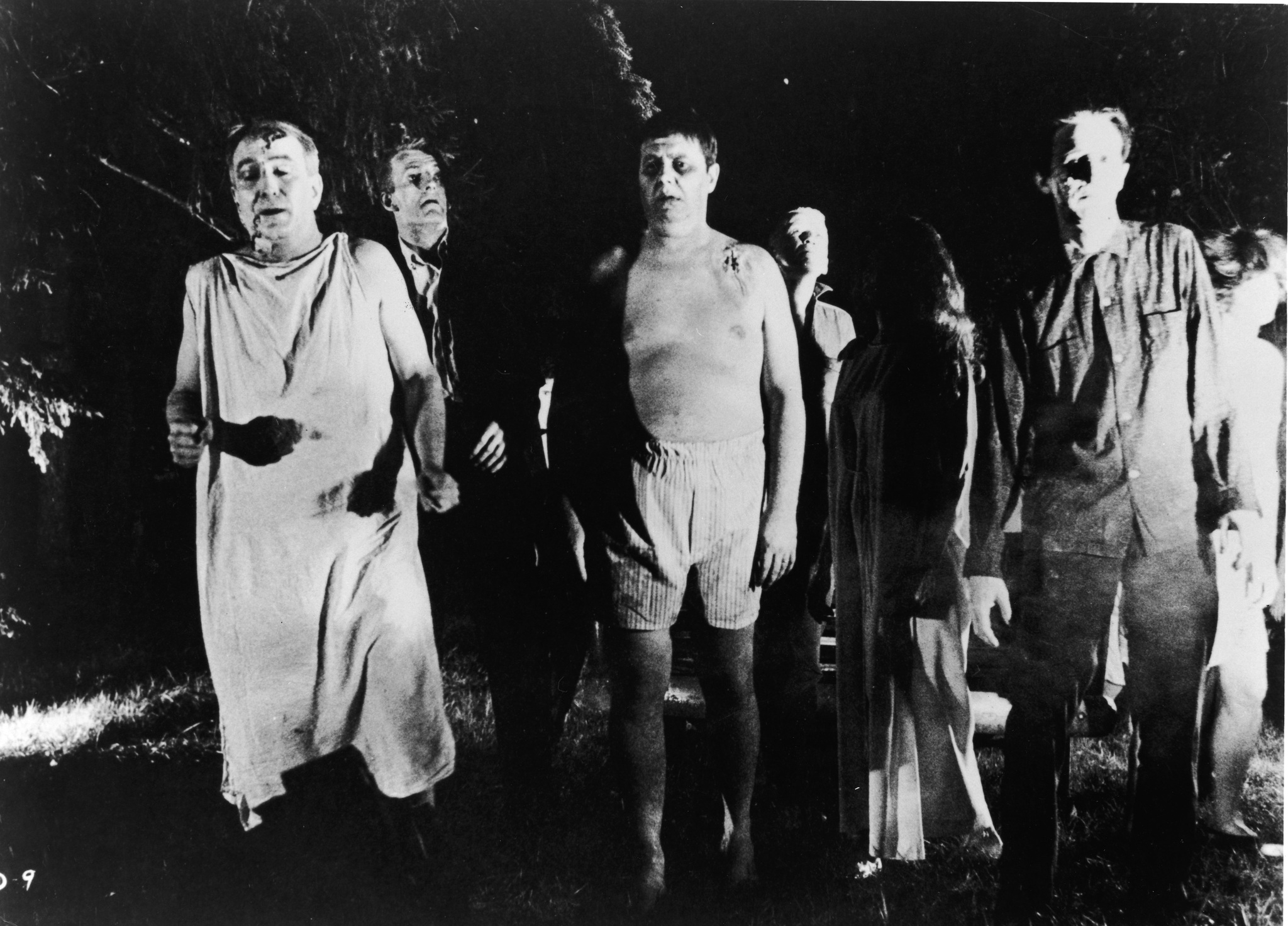
Zombis como se ven en La noche de los muertos vivientes.

En un apocalipsis zombi, se produce una resurrección masiva de muertos llamados popularmente "zombis". Para poder recibir el tratamiento de apocalipsis, este levantamiento debe ser a nivel global. Generalmente, los zombis resucitados atacan a los humanos vivos y su mordedura produce una infección que provoca la muerte y la resurrección como zombi (en otros casos llega a producirse el cambio en vida). Esto genera una crisis que se extiende de manera exponencial y pone en un gran peligro a la humanidad: la progresión de la "plaga zombi" sobrepasa a las fuerzas de seguridad militares y civiles, causando la caída de la civilización presa del pánico y dejando grupos aislados de sobrevivientes, que luchan por mantenerse con vida en un mundo que se ha vuelto inhabitable y destruido. Esto ocurre en la trama de novelas como Guerra Mundial Z, en cómics, como los de Marvel Zombies y DC Zombies, películas, como Soy leyenda, Zombieland y Tren a Busan, al igual que en la serie The Walking Dead y videojuegos como The Last of Us.